# Sofiane Ikene
Sofiane Ikene (* 27. Februar 2005 in Esch an der Alzette) ist ein luxemburgisch-algerischer Fußballspieler, der für den FC Rot-Weiß Erfurt in der Regionalliga Nordost aktiv ist.

## Karriere

### Verein
Der Innenverteidiger stammt aus der Jugend des F91 Düdelingen und absolvierte dort in der Saison 2021/22 schon als 16-Jähriger seine ersten Spiele in der BGL Ligue. Bei seinem Debüt gegen den FC Rodingen 91 (5:1) konnte er sofort einen Treffer erzielen und am Saisonende auch die luxemburgische Meisterschaft feiern. Am 16. Juni 2022 gab dann der Ligarivale FC Progrès Niederkorn die Verpflichtung Ikenes zur neuen Spielzeit bekannt. Dort absolvierte er jedoch nur ein Pokalspiel bei den Senioren gegen UN Käerjeng 97 (1:0) und schon im folgenden Januar wechselte er weiter zu den A-Junioren des 1. FC Nürnberg. Zur Saison 2023/24 wurde Ikene neben der U-19 auch noch Teil der Reservemannschaft des Clubs in der Regionalliga Bayern und kam dort zu vier Einsätzen.
Im Sommer 2025 wechselte Ikene in die Regionalliga Nordost zum FC Rot-Weiß Erfurt.

### Nationalmannschaft
Mit der U-17-Auswahl Luxemburgs nahm Ikene an der Europameisterschaft 2022 in Israel teil und kam beim Vorrundenaus in allen drei Partien zum Einsatz. Anschließend debütierte der 17-Jährige am 14. Juni 2022 beim Nations-League-Spiel gegen die Färöer (2:2) für die luxemburgische A-Nationalmannschaft, als er in der 75. Minute für Maxime Chanot eingewechselt wurde. Zuletzt bestritt der Abwehrspieler mit der U-21-Auswahl die Qualifikation zur Europameisterschaft 2025 in der Slowakei.

## Erfolge
- Luxemburgischer Meister: 2022

## Sonstiges
Sein älterer Brüder Farid Ikene (* 2000) ist ebenfalls Fußballer und spielt momentan für den RFC Union Luxemburg in der BGL Ligue.